# Fechtweltmeisterschaften 1966
Die 20. Fechtweltmeisterschaft fand 1966 in Moskau statt. Es wurden acht Wettbewerbe ausgetragen, sechs für Herren und zwei für Damen.

## Herren

### Florett, Einzel
| Platz | Land | Sportler           |
| ----- | ---- | ------------------ |
| 1     | URS  | German Sweschnikow |
| 2     | FRA  | Jean-Claude Magnan |
| 3     | URS  | Wiktor Putjatin    |

### Florett, Mannschaft
| Platz | Land        | Sportler                                                                      |
| ----- | ----------- | ----------------------------------------------------------------------------- |
| 1     | Sowjetunion | German Sweschnikow, Wiktor Putjatin, Juri Scharow, Juri Sissikin, Mark Midler |
| 2     | Ungarn      | Béla Gyarmati, József Gyuricza, Jenő Kamuti, László Kamuti, Sándor Szabó      |
| 3     | Polen       | Egon Franke, Adam Lisewski, Ryszard Parulski, Janusz Różycki, Witold Woyda    |

### Degen, Einzel
| Platz | Land | Sportler             |
| ----- | ---- | -------------------- |
| 1     | URS  | Alexei Nikantschikow |
| 2     | FRA  | Claude Bourquard     |
| 3     | POL  | Bohdan Gonsior       |

### Degen, Mannschaft
| Platz | Land        | Sportler                                                                              |
| ----- | ----------- | ------------------------------------------------------------------------------------- |
| 1     | Frankreich  | Claude Bourquard, Jacques Brodin, Yves Dreyfus, Jean-Pierre Allemand, Yves Boissier   |
| 2     | Sowjetunion | Wladimir Godsiew, Guram Kostawa, Hryhorij Kriss, Alexei Nikantschikow, Juri Smoljakow |
| 3     | Schweden    | Karl-Erik Broms, Hans Lagerwall, Lars-Erik Larsson, Jan Skogh, Carl von Essen         |

### Säbel, Einzel
| Platz | Land | Sportler        |
| ----- | ---- | --------------- |
| 1     | POL  | Jerzy Pawłowski |
| 2     | HUN  | Tibor Pézsa     |
| 3     | HUN  | Zoltán Horváth  |

### Säbel, Mannschaft
| Platz | Land        | Sportler                                                                         |
| ----- | ----------- | -------------------------------------------------------------------------------- |
| 1     | Ungarn      | Péter Bakonyi, Tibor Pézsa, Tamás Kovács, Zoltán Horváth, Miklós Meszéna         |
| 2     | Sowjetunion | Umjar Mawlichanow, Nugsar Assatiani, Mark Rakita, Jakow Rylski, Eduard Winokurow |
| 3     | Frankreich  | Claude Arabo, Jacques Lefèvre, Serge Panizza, Marcel Parent, Bernard Vallée      |

## Damen

### Florett, Einzel
| Platz | Land | Sportlerin          |
| ----- | ---- | ------------------- |
| 1     | URS  | Tazzjana Samussenka |
| 2     | URS  | Alexandra Sabelina  |
| 3     | URS  | Galina Gorochowa    |

### Florett, Mannschaft
| Platz | Land        | Sportlerinnen                                                                                                 |
| ----- | ----------- | --- |
| 1     | Sowjetunion | Tazzjana Samussenka, Alexandra Sabelina, Galina Gorochowa, Walentina Prudskowa, Diana Nikantschikowa          |
| 2     | Ungarn      | Ildikó Bóbis, Mária Gulácsy, Paula Marosi, Ildikó Rejtő, Lídia Dömölky-Sákovics                               |
| 3     | Frankreich  | Marie-Chantal Demaille, Brigitte Gapais-Dumont, Claudette Herbster-Josland, Annick Level, Catherine Rousselet |